# Ørsted Sogn (Assens Kommune)
 For alternative betydninger, se Ørsted Sogn. (Se også artikler, som begynder med Ørsted Sogn)
Ørsted Sogn er et sogn i Assens Provsti (Fyens Stift).
I 1800-tallet var Ørsted Sogn et selvstændigt pastorat. Det hørte til Båg Herred i Odense Amt. Ørsted Sogn udgjorde Ørsted Kommune fra 1842 til 1966. Kommunen blev i 1966 indlemmet i Glamsbjerg Kommune, som ved strukturreformen i 2007 indgik i Assens Kommune.
I Ørsted Sogn ligger Ørsted Kirke.
I sognet findes følgende autoriserede stednavne:
- Basselund (areal, bebyggelse)
- Brentebjerg (areal)
- Grimsbjerg (bebyggelse)
- Grøften (areal)
- Hestehave (bebyggelse)
- Højbjerg (bebyggelse, ejerlav)
- Krengerup (ejerlav, landbrugsejendom)
- Moselund (bebyggelse)
- Nydam (bebyggelse)
- Nyrup (bebyggelse, ejerlav)
- Skanneshave (areal)
- Sædholm (bebyggelse)
- Ørsted (bebyggelse, ejerlav)